# Ravne v Bohinju
Ravne v Bohinju é um assentamento localizado no município de Bohinj na Eslovênia. Possuía uma população estimada de 42 habitantes em 2020.